# Koenigsegg One:1
La Koenigsegg One:1 est une voiture de type supercar, version modifiée de la Koenigsegg Agera R  présentée au salon international de l'automobile de Genève 2014 et produite par le constructeur suédois Koenigsegg ; les sept exemplaires produits (du châssis #106 au châssis #112 plus un prototype) ont tous été vendus.

## Spécifications techniques et performances
Développant 1 360 chevaux pour une masse totale de 1 360 kg, le modèle doit son nom à son rapport poids-puissance égal à 1. Les 1 360 ch correspondant à une puissance d'un mégawatt, Koenigsegg décrit son modèle comme « la première megacar du monde ».
Dotée d'un moteur V8 de 5 L de cylindrée à double turbocompresseur développé par Koenigsegg dont la puissance est transmise aux roues arrière, la One:1 peut en théorie accélérer de 0  à   400 km/h en 20 secondes environ, soit 25 secondes de moins que la Bugatti Veyron Super Sport,. Les disques de frein ventilés en carbone céramique de 397 mm de diamètre à l'avant et de 380 mm à l'arrière assurent quant à eux un freinage de 400  à   0 km/h en 10 secondes environ.
L'aérodynamique a particulièrement été travaillée et la masse réduite de 75 kg par rapport à l'Agera notamment grâce à l'utilisation massive de fibre de carbone pour le châssis et la coque constituant l'habitacle,. Le châssis de la One pèse 72 kg.
Les différents éléments aérodynamiques tels que l'aileron arrière et les suspensions sont gérés automatiquement à partir des informations fournies par le GPS et sont contrôlables à distance grâce à un smartphone.
Si la Koenigsegg One:1 peut en théorie atteindre une vitesse maximale de 450 km/h (à 8250 tr/min), faisant d'elle une des voitures à moteur à combustion interne les plus rapides du monde, devant (par exemple) la Hennessey Venom GT, le porte-parole de la marque déclare qu'elle n'a pas été construite dans ce but et que cette vitesse maximale théorique « était un peu un cadeau ». En effet, la One:1 a davantage été pensée comme une voiture de circuit. Ainsi, le porte-parole explique que tenter d'atteindre la vitesse de pointe sur circuit « n'est pas une priorité » et qu'établir un temps sur circuit, notamment sur le Nürburgring, est plus important. 
Une des six Koenigsegg One:1 est détruite le 18 juillet 2016 sur le Nürburgring. Son conducteur en a perdu le contrôle dans la section Adenauer Forst.
Les Koenigsegg Agera Final sont une série spéciale lancée au Salon international de l'automobile de Genève 2016 pour célébrer les dernières voitures de la gamme Agera. La production est limitée à trois exemplaires inspirés des dernières créations de la marque, la One:1 et l'Agera RS. Si le châssis reste celui d'une Agera RS, le design de la Koenigsegg One of One est directement basée sur celui de la One:1.